# Fusch an der Großglocknerstraße
Fusch an der Großglocknerstraße – gmina w Austrii, w kraju związkowym Salzburg, w powiecie Zell am See. Według Austriackiego Urzędu Statystycznego liczyła 683 mieszkańców (1 stycznia 2015).